# Final Fantasy XI
Final Fantasy XI (ファイナルファンタジーXI Fainaru Fantajī Irebun?), originalmente conocido como Final Fantasy XI Online, es un videojuego de rol multijugador masivo en línea desarrollado y publicado por Square (hoy conocida como Square-Enix) como parte de la saga Final Fantasy. Fue lanzado en Japón para Sony PlayStation 2 el 16 de mayo de 2002, y para los computadores basados en tecnología de Microsoft Windows en noviembre de 2002. La versión PC fue lanzada en Estados Unidos en 28 de octubre de 2003 y la de PlayStation 2 en marzo de 23 de 2004. En Europa la versión Windows fue lanzada el 17 de septiembre de 2004. Una versión para Xbox 360 fue lanzada mundialmente en abril de 2006. Final Fantasy XI fue el primer juego online de la saga Final Fantasy. Además fue confirmada una reedición del juego para Android, con fecha para 2018, pero fue cancelada.
El juego transcurre en el mundo llamado Vana'Diel, un mundo maravilloso donde coexisten las espadas, magias y habilidades. Un mundo donde viven seres humanos, pero no están solos. En Vana'Diel coexisten diversas razas que deberán unir sus fuerzas si quieren ganar la batalla contra su enemigo común, los hombres bestia.

## Desarrollo
La idea de desarrollar Final Fantasy XI como un juego en línea fue concebida por Hironobu Sakaguchi cuando establecía las oficinas centrales de Square Pictures en Hawái. Impresionado por los MMORPGs occidentales que descubrió ahí, tales como EverQuest, Sakaguchi convenció a Square para que iniciaran el desarrollo de su propio MMORPG y sugirió que estuviera basado en la serie Final Fantasy. El equipo responsable de Chrono Cross fue asignado al desarrollo de Final Fantasy XI después de la adaptación y traducción al inglés de Chrono Cross. El juego fue el primero en desarrollarse bajo la nueva filosofía de Square de desarrollar para "todas las plataformas y medios". Hiromichi Tanaka, el productor del juego, ha dicho que Final Fantasy XI está muy influenciado por Final Fantasy III, especialmente en sus sistemas de batalla y de magias. De acuerdo con Tanaka, Square puso en Final Fantasy XI lo que no pudo poner en los primeros títulos de Final Fantasy debido a limitaciones técnicas, haciendo de Final Fantasy XI "el Final Fantasy más representativo de todos las entregas". El juego fue desarrollado y probado en la unidad de procesamiento gráfico Nvidia GeForce 4 Ti, la cual, el presidente de Square Yōichi Wada, describió como el más poderoso procesador gráfico de la época. La creación del juego costo de 2 a 3 mil millones de yenes (aproximadamente 17 a 25 millones USD) junto con la red de servicio de PlayOnline y se asumió que sería rentable después de un periodo de cinco años. Al crear un mundo de juego unificado en lugar de varios diferentes divididos por el idioma, los costos se redujeron en un 66%. Como los monstruos recurrentes de la serie habían sido conocidos con nombres diferentes en las versiones en japonés e inglés en otras entregas, para Final Fantasy XI se decidió usar ambos nombres en japonés e inglés para diferentes variedades del mismo monstruo.
Final Fantasy es uno de los primeros videojuegos multiplataforma y ha continuado actualizando su software para permitir que el juego pueda usarse en nuevas consolas. Square Enix mencionó que el uso de Nintendo de los códigos amigos fue la razón primordial por la que Final Fantasy XI no fue llevado a Wii. En diciembre de 2006, fue posible que la versión para PlayStation 2 de PlayOnline y Final Fantasy XI se usara e instalara en el PlayStation 3. Los discos de la edición Vana'diel Collection 2008 para el PlayStation 2 tuvieron problemas de instalación en el PlayStation 3, causando que fueran inutilizables al principio, puesto que no estaban en la lista de Sony de los títulos compatibles de discos duros con la firmware de la PlayStation 3 en el momento. Este problema fue resuelto el 18 de diciembre de 2007 cuando Sony lanzó la actualización de firmware 2.10 para la PlayStation 3, esto permitió que todos los modelos compatibles anteriores reprodujeran el Final Fantasy XI. Después de trabajar con Microsoft para resolver la incompatibilidad de Final Fantasy XI con Windows Vista, Square Enix lanzó una versión descargable del cliente PlayOnline que es compatible con el sistema operativo, sin embargo, algunos pequeños errores han aparecido.

### Presentación
Fue anunciado originalmente que habría un lanzamiento simultáneo para PlayStation 2 y PC, así como, lanzamientos paralelos para Japón y Estados Unidos; pero esto fue posteriormente cambiado. También se discutió incluso sobre un lanzamiento para Xbox, pero fue abandonado principalmente por su pequeño disco duro de 8 GB. Originalmente anunciado en enero del 2000 en la Yokohama Millenium Conference, hubo muchos comentarios negativos de la prensa. Surgieron cuestionamientos acerca del nombramiento del juego como el undécimo de la serie, puesto que no estaba claro si el juego tendría una historia estructurada, la cual terminó teniendo; y el título de Final Fantasy Online fue sugerido. Una prueba beta en agosto de 2001 en Japón, fue seguida de una prueba beta para el público japonés que fue hecha en diciembre de 2001.
Enseguida del lanzamiento para PC, Final Fantasy XI apareció en la lista de IGN como uno de los juegos más esperados de PlayStation 2 para 2004. Sony lanzó una campaña publicitaria multimillonaria para promocionar Final Fantasy XI así como el disco duro adicional para PlayStation 2 que el juego requería. Habiéndose lanzado para la PlayStation 2 así como para PC, se convirtió en el primer MMORPG multiplataforma creado. El 14 de junio de 2002, el servidor del juego estuvo desconectado por cuatro horas para mantenimiento de la base de datos de los servidores, reparar errores en la interfaz de texto y hacer una actualización del programa cliente. Esto se cree que fue la primera actualización lanzada para una consola de juego. Otras cuestiones tempranas incluyeron quejas de los jugadores estadounidenses porque los jugadores japoneses ya habían completado todas las tareas (quests). Square Enix respondió adicionando nuevos servidores en orden para tener nuevos mundos de juego con menos jugadores expertos.

## Argumento
El mundo de Final Fantasy XI es conocido como Vana'diel. Consiste en dos continentes principales con dos islas menores flanqueándolos, las cuales a su vez están rodeadas de islas más pequeñas. Presenta climas diversos, yendo desde los glaciares del norte hasta los desiertos en el sur. Las cuatro ciudades principales son Bastok, San d'Oria, Windurst y Jeuno. La expansión Treasures of Aht Urhgan anexó la gran ciudad de Aht Urhgan Whitegate/Al Zahbi y la expansión "Seeker of Adoulin" añadió la sagrada ciudad de Adoulin. El resto de Vana'diel está formado por diferentes áreas exteriores, calabozos y pequeñas ciudades repartidas en varias regiones. Mientras que la mayoría de las áreas son accesibles a pie, varios medios de transporte que van desde los clásicos chocobos y barcos voladores, hasta hechizos especiales que facilitan el movimiento a través del mundo de juego.
Los eventos del juego están situados 20 años después de la "Crystal War", cuando las naciones de San d'Oria, Bastok y Windurst en el continente principal de Vana'diel pelearon y derrotaron al "Shadow Lord" y su ejército de hombres bestia. Un mundo paralelo llamado "Dynamis", en el cual los hombres bestia tuvieron éxito en su conquista de Vana'diel, también puede ser explorado. Es descrito como un mundo de ensueño creado por el avatar de los sueños: Diabolos.

### Historia
Los jugadores inician el juego como residentes de una de las naciones principales que pueden ser: San d'Oria, Bastok o Windurst; y deben ayudar para que las naciones se unan en contra del renacido Shadow Lord.
La expansión Rise of the Zilart revela que la "Crystal War" y la resurrección del Shadow Lord ha sido planeada por los príncipes zilart Eald'Narche y Kam'lanaut, quienes sobrevivieron a la extinción de su raza. Los dos zilart planean convertirse en dioses abriendo el camino hacia el paraíso y el jugador es el encargado de deshacer sus planes.
Chains of Promathia se desenvuelve alrededor de la muerte del dios del crepúsculo Promathia quien originalmente maldijo a la raza zilart y los intentos de varias facciones para completar o detener su resurrección. El rey de los dragones Bahamut se ve involucrado en estos eventos e intenta destruir Vana'diel para prevenir que Promathia absorba la vida de este mundo. Los personajes más simbólicos de esta expansión son: Seltheus, Prishe y Tenzen. quienes intentaran detener la resurrección de Promathia a cualquier costo.
Treasures of Aht Urhgan concierne al Imperio de Aht Urhgan, el cual abre sus puertas a las naciones de Vana'diel. Como una nueva y poderosa nación, es de interés para la nación del jugador, quien es enviado como un representante. El jugador entonces se ve envuelto un las intrigas de la corte de la Emperatriz y los crecientes temores de guerra y oscuridad que se acercan a Aht Urhgan.
Wings of the Goddess ocurre principalmente en la era de la "Crystal War" 20 años en el pasado del escenario principal de Final Fantasy XI. Los jugadores descubren y cruzan un misterioso portal del tiempo que los conduce a ayudar a la felina real Cait Sith a reducir el sufrimiento de la era. 
Seekers of Adoulin permite a los jugadores explorar nuevos terrenos, así como la sagrada ciudad de Adoulin. Ambos pertenecientes al continente de Ulbuka. En dicho continente conoceremos la historia de Arciela, personaje clave de esta expansión junto con Melvien y Teodor
Rhapsodies of Vana'diel expansión final del juego. Cuenta la historia de Iroha, una viajera en el tiempo, proveniente de un futuro no muy lejano, en el cual, el vacío está a punto de devorarlo todo. Así pues el Avatar es el responsable de viajar alrededor de todas las localizaciones más emblemáticas para impedirlo. En esta expansión, interactuarás con los personajes más importantes del resto de expansiones.
Otras expansiones menores, fueron lanzadas para enriquecer el mundo del juego.
Shanttoto Ascension, en la cual te conviertes en el recadero de la excéntrica Exministra Shanttoto, cuyas aspiraciones van más allá de lo que pueda parecer a simple vista.
A Crystalline Prophecy, paseando tranquilamente por Jeuno. Un cristal surge de la nada para dar una temerosa profecía. Sin embargo, la gente de tu alrededor no parece recordar nada de lo sucedido. Salvo un chico misterioso, que te pide que le ayudes con unos encargos.
A moogle kupo d'etat, Todo comenzó con una gota de agua, o eso dice la leyenda. Nuestro mogurí, guardián de nuestra casa (Mog House) tiene un favor que pedirte. 
Scars of Abyssea, Heroes of Abyssea, Vision of Abyssea permiten explorar el extraño mundo de Abyssea. Una realidad paralela a Vana'diel, más próxima a la destrucción.

## Sistema de juego
Final Fantasy XI, al igual que los otros juegos de esta serie es un RPG (videojuego de rol). Al iniciar el juego se diseña un personaje que servirá como el avatar del jugador. Toda la información de este personaje se aloja dentro de un servidor, se mantienen varios servidores para acomadar a la población de jugadores, cada uno conteniendo una copia exacta del mundo de Vana'Diel.
Para empezar a jugar se designa la apariencia física, el job inicial (la profesión del personaje que determina sus habilidades), el nombre, el servidor y la nación de alianza de un personaje. La apariencia física del personaje es permanente, mientras que el nombre del es permanente a menos que se transfiera el personaje a otro servidor dentro del cual ya exista un jugador del mismo nombre; la nación determina en que parte del mundo se empezará a jugar y se puede cambiar pagando una cantidad de Gil (moneda oficial del juego) y renunciando al rango que se tenga dentro de la nación. El job inicial que se escoja determina que arma recibirá el personaje al empezar, sin embargo se puede cambiar el job sin ninguna penalidad.
Cada personaje tiene su propia "Mog House" (habitación) dentro de su nación de alianza, cada una de ellas contiene un "Moogle" un tipo de criatura clásica de los juegos Final Fantasy que en esta encarnación parece un pequeño cerdito con alas de murciélago y una antena que termina en un pon pon. Dentro de la habitación se pueden guardar objetos, armaduras y cualquier cosa que se encuentre en el mundo de Vana'Diel inicialmente este inventario contiene 50 espacios pero se puede expandir a través del cumplimiento de ciertos requisitos. El Mog House es el lugar más común para cambiar de job, recibir ítems o dinero de otros personajes y además se puede decorar con muebles.
Como en otro juegos de Rol existe una progresión en niveles del personaje, comenzando del nivel 1 el personaje mata monstruos para recibir "puntos de experiencia" al llegar a cierta cantidad de puntos el personaje sube de nivel, adquiriendo más habilidades o una mejora en sus atributos, actualmente se puede avanzar hasta el nivel 75, sin embargo a diferencia de otros juegos de la serie esta progresión de nivel va ligada a un job específico. Es decir que se debe de subir de nivel en cada job, la progresión de nivel que se haga en un job no subirá el nivel de otro.
Final Fantasy XI, adicionalmente de ser un MMORPG, difiere de títulos previos de la serie en diferentes formas. A diferencia de los personajes principales predefinidos de títulos de Final Fantasy anteriores, los jugadores tienen la posibilidad de personalizar sus personajes de forma limitada, incluyendo la raza, el género, el rostro, color de cabello, estatura del cuerpo, trabajo y nacionalidad. También divergiendo de los juegos previos de la serie, todas las batallas son en tiempo real y los monstruos ya son encontrados aleatoriamente, continuando la tendencia en Final Fantasy XII.
Hay 32 mundos de juego públicos en un conjunto de servidores disponibles para jugar con 15.000 a 20.000 jugadores en cada uno aproximadamente. Los servidores están nombrados con nombres de monstruos invocados en juegos pasados, tales como Ifrit y Diabolos. Los jugadores tienen la posibilidad de moverse entre servidores, aunque pocos lo hacen; lo más común es la creación de personajes diferentes en servidores distintos. No hay servidores específicos para ciertas regiones o plataformas y a diferencia de la mayoría de los juegos en línea, los jugadores de diferentes idiomas juegan en el mismo mundo e interactúan a través de un traductor automático de idiomas que utiliza una librería de frases traducidas.

### Interfaz
Los jugadores tienen la opción de usar cualquier combinación de teclado, mouse y control para jugar Final Fantasy XI. Si algún jugador utiliza PlayStation 2 o Xbox 360 y no tiene un teclado, el juego provee un método de comunicación dentro del mismo. La pantalla de Final Fantasy XI consiste de una ventana de registro (window log), menús y varios elementos de información del juego. La ventana de registro en la parte inferior de la pantalla muestra mensajes de sistema, de batallas y texto ingresado por jugadores. Los jugadores pueden elegir filtrar lo que aparece en la ventana de registro. Los menús permiten al jugador acceder a diferentes comandos, ventanas de estado y opciones de configuración. El menú de comandos de acción aparece justo arriba de la ventana de registro y le da al jugar varias opciones para interactuar con el mundo de juego. Varios menús de opciones están disponibles a través de combinaciones de teclado o atajos. Square Enix también permite a los jugadores comunicarse por mensajes de texto con personas jugando en línea.

### Bases del sistema de juego
El sistema de juego en Final Fantasy XI consiste de dos componentes principales: misiones, a través de las cuales se relata la historia principal del juego; y tareas o encargos (quests), las cuales no están relacionadas con la historia principal, pero complementan el mundo de fantasía del juego. Las misiones son emprendidas para mejorar en rango, acceder a nuevas áreas, obtener nuevos privilegios y avanzar en las diferentes historias. Cada nación y expansión tiene su propio conjunto de misiones y tareas, las cuales debe completar el jugador para mejorar su rango. Un jugador solo puede completar misiones para su nación natal. Las tareas pueden ser emprendidas para obtener diferentes recompensas y fama. En el lanzamiento, más de cien tareas estaban disponibles para jugar y nuevas tareas son agregadas frecuentemente.
Las batallas en Final Fantasy XI ocurren en el mismo mundo en el que los jugadores se mueven, a diferencia de juegos previos de Final Fantasy en los cuales la batalla ocurría en una pantalla diferente. Los monstruos en el juego operan bajo un sistema de "reclamo" (claim) y "hostilidad" (enmity). Un monstruo es "reclamado" en el momento que un jugador realiza una acción ofensiva sobre el mismo, que incluye ataques físicos o mágicos o también habilidades especiales ofensivas. Con algunas excepciones, una vez que un monstruo es "reclamado" solo puede ser atacado por los jugadores en el equipo o alianza del jugador que lo relamó. El monstruo enfocará su atención en aquel que sea más "agresivo". Los jugadores tienen muchos medios a su disposición, desde hechizos pasando por habilidades y terminando con objetos (items), para mejorar su agresividad y usarla para su beneficio en la batalla. Los jugadores obtienen dinero dentro del juego llamado gil al derrotar a cierto tipo de monstruos llamados beastmen (monstruos de tipo humanoide), aunque, a diferencia de juegos previos, estos monstruos solo otorgan pequeñas cantidades.
Como sucede en algunos otros MMORPGs, en Final Fantasy XI no hay manera de atacar a otros jugadores. De cualquier forma, desde 2004 se han agregado diferentes formas de competición entre jugadores. El sistema de competición de jugadores se conoce como "Conflict" y ocurre solo con el permiso de ambos jugadores. La primera forma de competición se conoció como "Ballista", en la cual los jugadores anotaban puntos por arrojar rocas a una estructura parecida a un castillo conocida como "Rook". En febrero de 2006, se lanzó una nueva forma de competición llamada "Brenner", en la cual los jugadores robaban la flama del equipo contrario y la colocaban en un contenedor en su propio territorio. Al mantener estas flamas, se otorgaban puntos para determinar al ganador. Nuevos eventos de batalla también se han introducido incluyendo "Salvage", "Einherjar" y "Pankration". Square Enix también ha instituido una ceremonia de "matrimonio" para aquellos que deseen hacerlo (parejas del mismo género no están permitidas).

### Naciones
Existen tres grandes naciones dentro de las cuales los jugadores pueden iniciar su aventura:
- El Reino de San d'Oria: es un castillo; el hogar de los elvaan.
- La República de Bastok: un pueblo minero; el hogar de los Humes y Galka
- La Federación de Windurst: una ciudad en medio de la savannah; hogar de las Mithra y los Tarutaru

Adicionalmente existen otras ciudades y naciones importantes como:
- El Ducado de Jeuno: Una ciudad metropolitana construida en niveles al centro de las tres grandes naciones.
- El Imperio de Aht Urghan: un imperio inspirado en el medio oriente; tierra de donde provienen los Magos Azules, Piratas y Titiriteros.
- La Sagrada ciudad de Adoulin: Una ciudad hasta ahora desconocida por los mercenarios y exploradores. Lugar de origen de Maestros de Runas y Geomantes.
- El pasado: tras la introducción de la expansión "Wings of the Goddess" se puede visitar las tres naciones Windurst, San'doria y Bastok en el pasado, se espera que en algún momento se podrá visitar Jeuno.

Por último, varias ciudades o pueblos menores, pueden encontrarse en el juego:
- Mauhra: Un pequeño pueblo Herrero, que establece una ruta comercial con Selbina.
- Selbina: Pueblo pesquero, conectado a Mauhra por una ruta marítima. Ambos actúan como nexo de ambos continentes.
- Rabao: Una pequeña ciudad construida en un oasis en el desierto de Altepa.
- Kazham: Ciudad construida por las Mithra tras la Crystal War, próxima a la jungla de Yuhtunga en las islas de Elshimo.
- Nashmau: Este pueblo, fue creado por los supervivientes de la guerra entre Aht Urghan y la civilización perdida de Euphramad.
- Tavnazia Safehold: Un refugio, en el cual viven los supervivientes del asalto a la antigua ciudad de Tavnazia.

### Misiones y tareas
Existen un extenso número de quests (tareas o encargos) dentro del mundo de Vana'Diel estas tareas van desde hablar con una serie de personas hasta matar monstruos extremadamente poderosos. La mayoría de quests no dan puntos de experiencia por completar sino que dan dinero, ítems, mapas, habilidades y otras permiten abrir jobs, subir de nivel, incrementar el tamaño de inventario o acceder a tener un subjob.
Las misiones son actividades que permiten ver la historia de Vana'diel, cada expansión consta de diferentes misiones. Las misiones iniciales y con menor dificultad son aquellas que se hacen para la nación de alianza el cumplimento de estas misiones permite subir de Rango dentro de la nación y poder ver más de la historia acerca de Vana'diel.

### Manualidades y aficiones
Adicionalmente a completar tareas o encargos y misiones, los jugadores pueden participar en muchos minijuegos secundarios y otras actividades. Uno de estos minijuegos es la pesca, en la cual los jugadores pueden medir su fuerza en contra de los peces que intentan atrapar. Otro es recolectar tantos pescados o criaturas marinas como sea posible sin sobrepasar el límite de espacio de su contenedor. La jardinería permite a los jugadores hacer crecer plantas en sus "residencias" o mog house como se conocen en el juego. La crianza y reproducción de chocobos fue una actividad muy solicitada que se habilitó en la actualización del verano de 2006. Las carreras de chocobos iniciaron en marzo de 2007, las cuales permitieron que los chocobos criados por los jugadores compitieran en contra de corredores no jugables o NPCs. Los corredores ganadores pueden obtener "chocobucks", los cuales pueden ser utilizados para comprar, por ejemplo, aditamentos que ayuden a la reproducción de chocobos.
Una parte importante del juego es la acumulación de objetos, especialmente los raros, los cuales permiten a los jugadores crear poderosas armas, armaduras y comida. Hay muchas formas de obtener objetos, tales como la cosecha, la excavación, la tala de árboles, la minería, derrotando monstruos y excavando usando chocobos. Square Enix intentó incrementar las oportunidades de los jugadores para encontrar objetos raros para estabilizar el juego y detener la práctica de "venta por giles" o intercambio de objetos dentro del juego por dinero real. Los objetos pueden ser creados al mezclar cristales de ciertos elementos (que son obtenidos al derrotar monstruos) con otros ingredientes en un proceso llamado "síntesis". Los resultados de la receta pueden variar mucho dependiendo de la habilidad del jugador, la calidad del equipo usado por el jugador y los ingredientes utilizados. Hay gran especulación acerca de los efectos que causan en los resultados de la receta la fase de la luna, la dirección en que el jugador está orientado, el día dentro del juego (cada día de la semana tiene asignado un elemento) e incluso la hora del día en que la síntesis es realizada; aunque nada de esto se ha documentado aún).[cita requerida]

### Economía del mundo de juego
Final Fantasy XI tiene una economía sustentada por los jugadores, con una fuerte dependencia de las "casas de subasta" (auction houses) en cada una de las grandes ciudades de Vana'diel. Hay ciertos controles económicos que se aplican, principalmente en forma de tarifas por poner objetos en subasta. Las tarifas de transportación, casas de subasta y almacenamiento de objetos no va a parar a los jugadores; estas salidas de gil, remueven dinero de la economía efectivamente para prevenir la inflación. La ciudad de Jeuno solía imponer impuestos a las compras en bazares dentro de la ciudad, pero fue removido en la actualización de diciembre de 2008.
Square Enix ha dicho que el intercambio de objetos por dinero real es oficialmente una violación a los Términos del servicio de Final Fantasy XI. A inicios de 2006, Square Enix descubrió que un grupo de jugadores encontró una forma de generar dinero en el juego para intercambiarlo por dinero real, lo que provocó un alza en los precios para todos los objetos en el juego. En respuesta a esto, 700 cuentas fueron suspendidas permanentemente y 300 mil millones de giles fueron removidos de la circulación. En julio de 2006, Square Enix canceló o suspendió más de 8.000 cuentas por manejos y comercio similares. Desde 2006, Square Enix ha cancelado regularmente cuentas que han violado los términos, algunos de ellos utilizando herramientas de terceros, removiendo efectivamente miles de millones de giles de la economía del juego.

## Personajes
Las cinco razas jugables de Final Fantasy XI son:
- Hume: Son los humanos del FFXI. No destacan en ningún atributo, son un buen balance de habilidades.
- Elvaan: Parecidos a los Elfos, su patria es San D´oria. Poseen mucha MND (mente) y STR (fuerza). Carecen de DEX e INT.
- Tarutaru: Raza de enanos con orejas puntiagudas con apariencia de niño que poseen gran INT (inteligencia) y MP (puntos de mágicos). Carecen de HP, VIT y STR.
- Mithra: Raza de gatas (solo existen mujeres, nacen pocos hombres por lo tanto para protegerles los hombres están a cargo de cuidar el hogar mientras las mujeres pelean) que dominan la DEX (destreza) y AGI (agilidad). MND, STR baja y la única raza que tiene bajo CHR.
- Galka: Parecidos a osos forzudos, es una raza solo de varones que destacan por su VIT (vitalidad), HP y buen STR aunque menor a los Elvaan. Poseen poco MP y MND.

Adicionalmente a las razas jugables, hay otras dos razas principales no jugables conocidas como los Zilart, una raza antigua que es el foco de las primeras dos expansiones; y los Kuluu, una raza de seres similares a los Zilart y que se pensaba eran inferiores a estos. También hay una gran cantidad de personajes no jugables que dan tareas o encargos, y misiones, además de aparecer en el desarrollo de las historias del juego. El juego incluye muchos monstruos típicos de Final Fantasy, adicionando razas como los Trasgos (Goblins), Orcos, Yagudo y Quadav. Algunas de estas criaturas siguen al "Shadow Lord", la fuente del conflicto del juego.
Atributos
Cada personaje tiene diferentes atributos que determinan sus fuerzas y debilidades estos atributos son:
- Hp (puntos de vida) la cantidad de puntos de vida que tiene un personaje, al ser atacado se le restan puntos a este total, al llegar al 0 el personaje es noqueado y ya no puede actuar
- Mp (puntos de magia) la cantidad de puntos de magia determina cuantos hechizos se pueden realizar, cada hechizo tiene diferentes costos.
- Str (fuerza) determina que tan fuerte se pega con ataques físicos normales.
- Dex (destreza) determina las posibilidades de fallar con un ataque físico normal.
- Int (inteligencia) determina el daño que se hace con ataques mágicos y cuanto se resisten.
- Mnd (mente) determina cuanto se puede curar con magia blanca* y la resistencia ante ataques que cambian el estado de un personaje.
- Vit (vitalidad) determina la resistencia ante ataques físicos y también determina HP
- Agi (agilidad) determina las oportunidades de esquivar ataques físicos
- Chr (Carísma) determina la efectividad de los bailes. Solo para bailarines.

Existen varias habilidades que son modificados por diferentes atributos, por ejemplo algunas habilidades del ladrón pegan más fuerte dependiendo de la dex y no solo str.
Cada uno de estos atributos suben al llegar a niveles más alto y también al utilizar armas o armadura que los incrementen.

### Trabajos
El sistema de trabajos de Final Fantasy XI est'a ampliamente adaptado de Final Fantasy III. Cada trabajo tiene habilidades únicas, las cuales deben ser activadas por el jugador para que puedan tener efecto, duran un tiempo limitado y tienen un periodo de "enfriamiento" antes de poderlas uasr de nuevo; cualidades, las cuales son habilidades pasivas y siempre están activas; y una habilidad especial que realiza una acción extraordinaria y tiene una duración de enfriamiento de dos horas para volver a utilizarse. Los jugadores pueden cambiar su trabajo en el momento en que lo deseen en el interior de su mog house o "casa", y también pueden obtener un trabajo de soporte una vez que alcanzan el nivel 18 para aprender habilidades adicionales e intentar diferentes combinaciones, aunque el trabajo de soporte solo será la mitad del nivel del trabajo principal del jugador. Los jugadores pueden mejorar las habilidades de su trabajo derrotando monstruos o completando tareas o encargos.
Trabajos Base
Hasta noviembre de 2007, los jugadores podían elegir de entre veinte trabajos diferentes. Los primeros seis trabajos disponibles eran:
- Warrior (Guerrero) Basado en el uso del hacha y great axe (hacha de dos manos) son el perfecto balance entre ataque y defensa. Su 2h es : Mighty Strikes (solo dan golpes críticos). Utiliza armadura pesada. Abreviatura WAR.
- Thief (Ladrón) Basado en la destreza y la evasión (el job con la evasión más alta, seguido del ninja). Posee el arte de robar, de atacar por la espalda y con ayuda de aliados ( SATA= Sneak Attack + Trick Attack) y de robar dinero (entre otras) Su 2h es Perfect Dodge (evade todos los ataques). Utiliza armadura ligera. Abreviatura THF.
- White Mage (Mago Blanco) El "Healer" por excelencia, puede utilizar magia curativa, defensiva, de estatus, de ataque divino, y teletransportes. Su 2h es Benediction (Cura todo el HP de todo el grupo y los estatus negativos de los que puedan estar afectados). Utiliza armadura ligera de mago. Abreviatura WHM.
- Black Mage (Mago Negro) El Nuker del juego, controla los elementos para atacar al enemigo. Es capaz de dormirlos y utilizar Ancient Magic (daño masivo) Su 2h es Manafont (no consume MP al utilizar). Son conocidas las parties de Black Mage (Manaburn). Utiliza armadura ligera de mago. Abreviatura BLM.
- Red Mage (Mago Rojo) Uno de los dos refresher, domina la magia negra, magia blanca y ciertas habilidades de melee. Su 2h es Chainspell (todos los hechizos tardan un segundo en ser lanzados). Utiliza armadura ligera de mago y armadura media. Abreviatura RDM.
- Monk (Monje) El amo de la STR (fuerza) usa los nudillos y katare para luchar. Posee buenos Weapon Skill. Tiene evasión decente. Su 2h es Hundred Fists (aumenta la velocidad de ataque). Destaca por su descomunal salud. Con la habilidad Chi Blast lanza una bola de energía ( el daño varía según cuantas veces se use la habilidad Boost), para dañar a sus enemigos y con la habilidad Chakra puede curarse (VIT x2) y borrar la gran mayoría de los estados alterados. Utlizida armadura ligera y armadura oriental. Abreviatura MNK.

Trabajos Avanzados
Al llegar al nivel 30 en cualquiera de estos trabajos, los jugadores pueden optar por completar tareas para desbloquear los trabajos de:
- Paladin (Paladín) Es el amo de la VIT (Vitalidad) uno de los dos tanks (los que reciben todos los golpes) por excelencia. Usa una espada de una mano y un escudo y tiene algo de magia curativa y de poder divino. Su 2h es Invincible (gana mucho hate y los ataques le quitan 0HP, la magia le sigue haciendo daño). Utiliza armadura pesada. Abreviatura PLD.
- Dark Knight (Caballero Oscuro) Controla el attack (ataque) y usa dos armas : La guadaña y la espada de 2 manos. Su 2h es Blood Weapon ( aborbe el daño que hace el enemigo en vida para él). Utiliza armadura pesada. Abreviatura DRK.
- Samurái (Samurái) Es el mejor job usando Tp son puntos que se necesitan para hacer weapon skill y acc es habilidad a la hora de golpear al enemigo). Usan la Katana de dos manos y tienen una habilidad llamada Meditation que regenera su TP. Su 2h es Meiko Shiui ( consigue 300% de TP), para poder crear una Skillchain, (varias weapon skills combinadas). Utiliza armadura pesada y oriental. Abreviatura SAM.
- Ninja (Ninja) Rey por excelencia de la AGI (agilidad). Tiene gran evasión. Pueden crear sombras de sí mismos que absorben los ataques y lanzar magia elemental de nivel bajo (también enfeebling magic que es magia alteradora de estado) Usan dos katanas, de hecho tienen la habilidad para llevar dos armas de 1 mano. Su 2h consiste en explotar, se suicida sin perder EXP (Puntos de experiencia). Utiliza armadura pesada, ligera y oriental. Abreviatura NIN.
- Summoner (Invocador) Son los que poseen más MP (mana points) para invocar avatares que les ayudan en la batalla.Utiliza armadura ligera de mago. Su 2h es Astral Flow (Flujo astral) con el que los avatares hacen daño masivo. Abreviatura SMN:
  - Carbuncle: Searing Light: Un rayo de ataque de luz masivo
  - Shiva: Diamond Dust: Encierra al enemigo en un iceberg con ataque de hielo masivo
  - Garuda:Aerial Blast: Crea una explosión de aire masivo
  - Titan: Earthen Fury: Crea un terremoto masivo de tierra
  - Ifrit: Inferno: Provoca una explosión de fuego masivo
  - Leviathan: Tsunami: Se convierte en agua para barrer al enemigo
  - Ramuh: Judgement Bolt: Electrocuta al enemigo con un millón de rayos
  - Fenrir: Full Moon: Lanza un ataque de oscuridad masivo sobre el enemigo, dependiendo del estado actual de la luna (en el juego).
  - Diábolos: Ruinous Omen: Usa el poder de la gravedad para quitar daño porcentual, el cual puede variar desde 1% a 99%
- Beastmaster (Amo de las bestias) Mediante Charm, puede controlar las bestias (no los beastmen) para que luchen a su lado. Usa el hacha de una mano y el comando Charm se basa en CHR. Su 2hr es Familiar, con el los pet ganan mucho poder durante media hora, luego se les va el efecto. Hay limitaciones en el tipo de monstruos que puede charmear, así como las resistencias que muestran ciertos monstruos a Charm. Es el único job capaz de subir a nivel 75 sin necesidad de buscar party. Utiliza armadura pesada. Abreviatura BST.
- Ranger (Guardabosques) Utiliza los arcos, las ballestas y las pistolas. Su máximo daño es con esas armas y su acc y su ataque dependen de la distancia desde la que ataque. Su 2hr es "Eagle Eye Shoot" (disparo del ojo del águila) con el que realiza un gran y devastador disparo. Utiliza armadura ligera. Abreviatura RNG.
- Bard (Bardo) El job de apoyo por excelencia, basa su habilidad en la magia musical usando la voz, las flautas y las harpas. Son refresher AOE y pueden dormir, mejorar habilidades, aumentar la velocidad de movimiento, etc. Su 2hr es "Soul Voice" (voz del alma) que dobla el efecto de las canciones. Pueden tener dos canciones a la vez. Utiliza armadura ligera de mago. Abreviatura BRD.
- Dragoon (Caballero dragón) Maestros en el dominio de las lanzas, pueden llamar a wyverns que les ayudan en la batalla y usar la habilidad de salto que les da mucho TP. Su 2hr era "Call Wyvern" pero ahora lo han cambiado, ahora "Call Wyvern" es una habilidad normal de 20minutos y las 2h te suman la fuerza y el TP del wyvern a ti. Utiliza armadura pesada. Abreviatura DRG.
- Puppetmaster (Titiritero) Usan el h2h y pueden llamar a sus marionetas para que les ayuden en la batalla. Pueden equipar a la marioneta con distintos ítems dándole diferentes funciones, pero cuidado con sobrecargarles. Utiliza armadura ligera de mago. Abreviatura PUP.
- Blue Mage (Mago azul) Grandes expertos en los combates "solo", pueden aprender las magias de los enemigos para usarlas a su favor. Además estas magias (cuya fuerza se basa en el TP) mejoran sus estatus, les dan job traits, y pueden usarlas con la habilidad "Chain Affinity" para hacer skillchains. Su 2hr es "Azure Lore" el cual mejora el efecto de la magic azul. Utiliza armadura ligera de mago. Abreviatura BLU.
- Corsair (Corsario) Los piratas de FF (tienen una especie de guerrilla con los magos azules) viven al margen del imperio, usan las hexagun, una especie de pistolas que pueden hacer disparos elementales y los "Phantom Roll", una especie de magia que da refresh, MPwh, ataque, etc. Su 2hr es "Wild Card" (carta salvaje) que recupera las habilidades, el MP, etc dependiendo de la suerte en la tirada. Utiliza armadura ligera de guerrero. Abreviatura COR.
- Dancer (Bailarín) Estos bailarines ocupan bailes especiales para atacar a sus enemigos y para curar a sus aliados, utilizan dagas y se les denomina como "Front Line Healers" o curanderos de primera fila. Su 2h es "Trance" (tranze) que baja los costos de TP de sus bailes. Abreviatura DNC.
- Scholar (Erudito) Estos estrategas militares han estudiado tanto la magia blanca como negra y pueden llamar a un "Grimoire" un tomo blanco a negro para hacerse proficiente en esta magia su 2h es "Tabula Rasa" que les permite ocupar sus habilidades llamadas "strategems" sin hacer uso de cargas. Abreviatura SCH.
- Geomancer(Geomante) Expertos en magias equivalentes al terreno en el que se castean. Además, se expecializan en magias de área.
- Rune Fencer (Maestro de runas) Un tanque mágico, que se encarga de defender a sus aliados con su alta defensa mágica y con sus hechizos de runas. Que refuerzan defensas elementales, y aumentan ciertos ataques dependiendo de cada Runa.

Trabajos Secundarios
Final Fantasy permite escoger una combinación de job principal y "Sub Job" (job secundario) el subjob incrementa algunos de los atributos y permite utilizar las habilidades de ese subjob, excepto la habilidad 2hr. Es decir que un jugador puede jugar como un WHM/BLM (mago blanco/mago negro) utilizar este combinación le da más magia, inteligencia y una pequeña destreza en magia elemental a comparación de lo que tendría un WHM sin subjob.
Como regla el subjob solo puede ser la mitad del nivel que el nivel del principal (redondeado hacia abajo) ej: 75 WHM/37 BLM. Las habilidades y e incremento que se ganan se basan en el nivel de sub job, es decir que se adquieren habilidades y destrezas de un subjob basado en las destrezas y habilidades que tiene ese job a su nivel .
Como ejemplo el Job de Sch obtiene la habilidad de "Sublimation" a nivel 35 y "Voidstorm" a 53 si un mago blanco de nivel máximo (75) ha nivelado el job de SCH hasta 53 y utiliza SCH de sub job este obtendrá la habilidad de "sublimation" porque es una habilidad de nivel 35 pero no obtendrá la habilidad "voidstorm" ya que se obtiene a varios niveles después del 37.
Destrezas
Cada job tiene una serie de destrezas, algunas físicas y algunas mágicas. Estas destrezas determinan que tipo de armas se podrán ocupar, también determinan la fuerza de los hechizos que se realizan, ciertos habilidades para defender y la modifican ciertos habilidades especiales de un job. Al iniciar todas estas destrezas están en 0 y van subiendo según se utilicen las hablidades relacionadas con ellas.
Por ejemplo, un mago blanco tiene destreza en "Healing" (curar) y "Club" (mazos) entre más utiliza hechizos, como cure que recuperan los puntos de salud (HP), más sube la destreza en Healing y mientras más pelea utilizando una varita o un martillo más sube la destreza de club. Esta destreza incrementa la efectividad de la acción, es decir un mayor destreza en Club incrementa el daño causado.
Las destrezas de cada job tiene calificaciones que determinan hasta que nivel pueden subir según el job, es decir que mientras que tanto el mago rojo y mago blanco tiene la destreza de Healing, la destreza del mago rojo en healing es menor que la del mago blanco. Se utiliza una escala de E a A para calificar las destrezas, cada letra tiene tres niveles, ej. A-, A, A+. Cada nivel restringe hasta cuanto se puede elevar una destreza, para poder seguir elevando esta destreza se debe de subir de nivel y seguir utilizando las habilidades ligadas a la destreza.

## Expansiones
Rise of the Zilart
Rise of the Zilart (ジラートの８つ影 Jirāto no Ya'tsu Kage?). Expansión con más misiones, trabajos y territorios. Los Zilart son una civilación que se creía perdida. Tras haber hecho grandes avances mágicos y científicos fueron desterrados y "destruidos" por su peligroso potencial.
Chains of Promathia
Chains of Promathia (プロマシアの呪縛 Puromashia no Jubaku?). Esta expansión continua la historia propuesta por Zilart. Promathia es un dios antiguo que fue sellado por Altana (la diosa principal del juego). Ahora intenta resucitar para traer el apocalipsis. La dificultad de las misiones de esta expansión es bastante alta, está pensada para jugadores que hayan alcanzado un nivel alto que busquen retos, pese a que algunas misiones están restringidas a nivel 30. Tras las quejas de los jugadores la dificultad fue suavizada.[cita requerida]
Treasures of Aht Urhgan
Treasures of Aht Urhgan (アトルガンの秘宝 Atorugan no Hihō?). Otra expansión del juego que trae los 3 nuevos trabajos (Puppetmaster, Blue Mage y Corsair). Nos presenta el nuevo continente de Aht Urghan, en el que los jugadores pueden luchar por la supremacía del imperio mediante el sistema "Sanction", hacer Assault Mission (que tiene como recompensa equipamiento), participar en besieged (un nuevo sistema en que las ciudades se infestan de monstruos), etc. La ciudad obtiene su poder del Astral Candencense, es por eso que los Beastmens intentan invadirla, para así obtener dicho poder. Los jugadores deben proteger la ciudad después de apuntarse como mercenarios. Paralelamente el regreso de Odin (El Jinete oscuro) se convierte en algo más que un rumor.
Wings of the Goddess
Wings of the Goddess (アルタナの神兵 Arutana no Shinpei?). La hasta ahora última expansión convencional del juego que salió a la venta en España el 22 de noviembre de 2007, trajo consigo los trabajos de Scholar y Dancer (erudito y bailarín/a respectivamente). Permite que los jugadores visiten la era de las Guerras de Crystal y que participen en Campaign un nuevo sistema de batallas y operaciones militares en contra de las razas de bestias.
Seekers of Adoulin
Seekers of AdoulinファイナルファンタジーXI アドゥリンの魔境 (Fainaru Fantajī XI Adourin no Makyō?). Incorporó nuevos oficios tales como geomante y esgrimago añade consigo una nueva categoría de misiones a la que se le denomina seekers of adoulin un nuevo continente (ulbika)
La expansión muestra una retrospectiva del pasado de Vana'diel y permite a los jugadores alterar el presente realizando Campaign battles en la era pasada.
Final Fantasy XI Priceless Remembrance
Priceless RemembranceファイナルファンタジーXI ヴァナ・ディールの贈り物～故郷を称えて、冒険の想い出 (Vana'diel no Okurimono ~ Kokyō wo Tataete, Bōken no Omoide~?)
Es un CD recopilatorio que consta de 16 pistas las cuales ha seleccionado el autor y las que son consideradas las mejores del videojuego la particularidad que tienen estos temas es que vienen remasterizados y arreglados de su tema original:
Through the Woods and Over the Highlands (赤獅子の行進〜森を抜け、高原を越えた先へ〜)
```
       Composition: Naoshi Mizuta & Nobuo Uematsu / Hidenori Iwasaki & Hirosato Noda 
       Arrangement: Naoshi Mizuta & Nobuo Uematsu 
       Medley de "The Kingdom of San d'Oria", "Ronfaure", "La Theine Plateau (Background Sounds)", "Jugner Forest (Background Sounds)", "Jugner Forest (Background Sounds: Scene 2)". 
```

From Industry to Nature (工房都市よりの旅路～渇きの大地を踏み越えて～)
```
       Composition: Naoshi Mizuta & Kumi Tanioka / Hidenori Iwasaki & Hirosato Noda 
       Arrangement: Naoshi Mizuta, Kumi Tanioka & Hidenori Iwasaki 
       Medley de "The Republic of Bastok", "Gustaberg", "Konschtat Highlands (Background Sounds)", "Pashhow Marshlands (Background Sounds)", "Rolanberry Fields". 
   Footsteps through the Aether (小さき者たちの足跡～魔法と大樹のコーラス～)
       Composition: Naoshi Mizuta / Hidenori Iwasaki & Hirosato Noda 
       Arrangement: Naoshi Mizuta 
       Medley de "The Federation of Windurst", "Sarutabaruta", "Tahrongi Canyon (Background Sounds)", "Meriphataud Mountains (Background Sounds)", "Sauromugue Champaign". 
   The Brine (航路～海風に乗って～)
       Composition et arrangement: Naoshi Mizuta 
       Medley de "Selbina", "Voyager", "Buccaneers", "Mhaura". 
   On Fate’s Wings (ジュノ大公国～集いし者達よ、いざ大空へ～)
       Composition et arrangement: Naoshi Mizuta, Kumi Tanioka & Nobuo Uematsu 
       Medley de "Ru'Lude Gardens", "The Grand Duchy of Jeuno", "Airship". 
   The Darkness Without (覚醒～最果てにて君を待つ闇～)
       Composition et arrangement: Naoshi Mizuta & Kumi Tanioka 
       Medley de "Xarcabard", "Castle Zvahl", "Awakening". 
   Home Away from Home (冒険の地「ヴァナ・ディール」～もう1つの故郷～)
       Composition et arrangement: Naoshi Mizuta 
       Medley de "Vana'diel March", "Vana'diel March #2". 
```

The Tale Never Ends
```
   Rise of the Zilart (ジラートの幻影)
       Composition et arrangement: Naoshi Mizuta 
       Medley de "Kazham", "The Sanctuary of Zi'Tah", "Tu'Lia". 
   Chains of Promathia (プロマシアの呪縛)
       Composition et arrangement: Naoshi Mizuta 
       Medley de "Unity, "Faded Memories - Promyvion", "A New Horizon - Tavnazian Archipelago", "The Celestial Capital - Al'Taieu". 
   Treasures of Aht Urhgan (アトルガンの秘宝)
       Composition et arrangement: Naoshi Mizuta 
       Medley de "Vana'diel March #4", "Bustle of the Capital", "Whispers of the Gods" , "Jeweled Boughs". 
   Wings of the Goddess (アルタナの神兵)
       Composition et arrangement: Naoshi Mizuta 
       Medley de "Wings of the Goddess", "Griffons Never Die", "Flowers on the Battlefield", "Stargazing", "The Cosmic Wheel". 
   Seekers of Adoulin (アドゥリンの魔境)
       Composition et arrangement: Naoshi Mizuta 
       Medley de "A New Direction", "The Pioneers", "The Sacred City of Adoulin", "Intro Lands Primeval-Ulbuka", "Mog Resort". 
```

Rhapsodies of Vana'diel
```
   Forever Today (versión instrumental)
       Composition: Naoshi Mizuta 
       Arrangement: Takuro Iga 
   Worlds Away
       Composition et arrangement: Naoshi Mizuta 
   Monstrosity
       Composition et arrangement: Naoshi Mizuta 
   Clouds Over Ulbuka
       Composition et arrangement: Naoshi Mizuta 
   The Price
       Composition et arrangement: Naoshi Mizuta 
   Forever Today ep ver.
       Composition et arrangement: Naoshi Mizuta 
       Paroles: Yaeko Sato 
       Chant: Mika Kobayashi 
       Piano électrique: Takuro Iga 
   The Serpentine Labyrinth
       Composition et arrangement: Naoshi Mizuta 
   The Divine
       Composition et arrangement: Naoshi Mizuta 
   Forever Today
       Composition: Naoshi Mizuta 
       Arrangement: Naoshi Mizuta & Takuro Iga 
       Paroles: Yaeko Sato 
       Chant: Mika Kobayashi 
       Instrumentation: Nanaa Mihgo's & Ensemble
           Cordes: Hitoshi Konno Strings (今野 均 ストリングス) 
           Batterie: Taro Yoshida (吉田 太郎) 
           Guitare: Hiroomi Shitara (設楽 博臣) 
           Violon: Machi Okabe (岡部 磨知) 
           Piano: Takuro Iga 
           Basse électrique: Naoshi Mizuta 
   Distant Worlds (versión instrumental)
       Composition: Nobuo Uematsu 
       Arrangement: Takuro Iga 
   Rhapsodies of Vana’diel ep ver.
       Composition et arrangement: Naoshi Mizuta 
       Paroles: Yaeko Sato 
       Chant: Phantasmagoric 
       Piano électrique: Takuro Iga 
   Iroha
       Composition et arrangement: Naoshi Mizuta 
   The Boundless Black
       Composition et arrangement: Naoshi Mizuta 
   Isle of the Gods
       Composition et arrangement: Naoshi Mizuta 
   Wail of the Void
       Composition et arrangement: Naoshi Mizuta 
       Violon: Koichiro Muroya (室屋 光一郎) 
   Rhapsodies of Vana'diel (ヴァナ・ディールの星唄)
       Composition: Naoshi Mizuta 
       Arrangement: Naoshi Mizuta & Takuro Iga 
       Paroles: Yaeko Sato 
       Chant: Phantasmagoric 
       Chœur: Vana'diel's Finest 
```

### Escenarios adicionales
A Crystaline Prophecy
Crystaline Prophecy (ファイナルファンタジーXI 追加シナリオ第一弾「石の見る夢 ヴァナ・ディール最終頌 魂の返歌 Fainaru Fantajī XI tsuika shinario dai ichi-dan Seki no Miru Yume Vana Dīru Saishūju Tamashī no Henka?)
En la primavera de 2009 se lanzó el nuevo capítulo de expansión A Crystalline Prophecy: Ode to Life Bestowing que está disponible para todas las plataformas y regiones. Adicionalmente se lanzarán dos capítulos más titulados A Moogle Kupo d'Etat: Evil in Small Doses y A Shantotto Ascension: The Legend Torn, Her Empire Born.
A Moogle Kupo d'Etat  Evil in Small Doses
A Moogle Kupo d'Etat  Evil in Small Doses (ファイナルファンタジーXI 追加シナリオ第二弾 「戦慄！モグ祭りの夜 ヴァナ・ディール史上最小の作戦」 Fainaru Fantajī XI tsuika shinario dai ni-dan
"Senritsu! Mogu Matsuri no Yoru Vana Dīru Shijō Saishō no Sakusen?)
Esta expansión añade nuevos escenarios (10) similar a crystaline prophecy estas misiones puede ser repetidas indefinidamente se obtiene una pandivisa con la que en los cuarteles tenshodo se puede canjear por diversos objetos o obsequios del lugar los cuales pueden ser desde ornamientos estéticos hasta armas
(Lanzado en 5 de julio del 2009)
A Shantotto Ascension - The Legend Torn, Her Empire Born
A Shantotto Ascension - The Legend Torn, Her Empire Born (ファイナルファンタジーXI 追加シナリオ第三弾 「シャントット帝国の陰謀 ヴァナ・ディール史上最凶の作戦 Fainaru Fantajī XI tsuika shinario dai san-dan
"Shantotto Teikoku no Inbō Vana Dīru Shijō Saikyō no Sakusen"?)
Similar a A Moogle Kupo d'Etat  Evil in Small Doses A Crystaline Prophecy los jugadores pueden repetir indefinidamente las misiones se obtiene una divisa con la que en los cuarteles tenshodo se puede canjear por diversos objetos o obsequios del lugar los cuales pueden desde ornamentos estéticos hasta armas
(lanzado en 11 de octubre del 2009)
Vision of Abyssea
Vision of Abyssea (ファイナルファンタジーXIバトルエリア拡張コンテンツ第一弾 「禁断の地アビセア」 Fainaru Fantajī XI Batoru eria kakuchō kontentsu dai ichi-dan "Kindan  no Chi Abisea?)
Añade misiones que pueden causar un impacto en la trama del jugador así como una región nueva de la cual se compone de 3 áreas esta a diferencia de las otras se ha pretendido que causaran un impacto en el juego ya que las anteriores no marcaban las acciones del jugador
(Lanzado en 9 de junio del 2010)
Scars of Abyssea
Scars of Abyssea (ファイナルファンタジーXIバトルエリア拡張コンテンツ第二弾 「アビセアの死闘 Fainaru Fantajī XI Batoru eria kakuchō kontentsu dai ni-dan "Abisea no Shitō"?)
Similar a Vision of Abyssea sus misiones pueden marcar las acciones del jugador y su región ha evolucionado con esta expansión podemos ver que no solo ponen misiones que cobran una importancia en el jugador si no que también hacen que las zonas estén evolucionando
(Lanzado en 22 de agosto del 2010)
Heroes of Abyssea
ファイナルファンタジーXIバトルエリア拡張コンテンツ第三弾 「アビセアの覇者」 (Fainaru Fantajī XI Batoru eria kakuchō kontentsu dai san-dan "Abisea no Hasha?)
Similares a  Vision of Abyssea y Scars of Abyssea la región evoluciona y con ella consigo otras misiones que causan un impacto en la historia principal 
Masato Kato, el escritor original de escenarios de Final Fantasy XI y la expansión Rise of the Zilart, regresa para trabajar en estas expansiones. Un equipo de desarrollo separado ha sido establecido para estos nuevos capítulos, para que las actualizaciones de Wings of the Goddess puedan continuar en paralelo. A diferencia de las expansiones tradicionales, estos capítulos fueron concebidos como una pequeña novela interactiva y se enfocaran en profundizar las historias de las locaciones existentes en lugar de introducir nuevas áreas.

## Recepción y críticas

### Ventas y suscripciones
La base de usuarios para la versión del PlayStation 2 se vio truncada inicialmente por la venta limitada de los discos duros y adaptadores de red de la PlayStation 2 que requería el juego. El lanzamiento japonés de Rise of the Zilart obtuvo el primer lugar en ventas de juegos cuando debutó con 90.000 copias vendidas en la primera semana. El Final Fantasy XI All-in-One Pack llegó al número 36 y la expansión Wings of the Goddess fue número 40 de los 50 juegos más vendidos de Xbox 360 en Japón hasta diciembre de 2007.
Para el periodo financiero de abril a septiembre de 2004, Square Enix observó un incremento en los jugadores, particularmente en Final Fantasy XI, las ventas se incrementaron en un 101% y la utilidad operativa un 230.9%. Los ingresos se mantuvieron estables por los servicios de sucripción en el verano de 2006; en el otoño, sin embargo, Square reconoció que los ingresos por suscripciones en línea fueron "no satisfactorios", a pesar del estable desempeño de Final Fantasy XI.
En diciembre de 2002, el presidente de Square Enix, Yōichi Wada, anunció que había más de 200.000 suscriptores de Final Fantasy XI, lo que permitió que la empresa recuperara la inversión y empezara a obtener ganancias. Hubo alrededor de 200.000 y 300.000 jugadores activos diarios en 2006. Para el 14 de agosto de 2006, la versión de Xbox 360 fue el sexto título más jugado en Xbox Live.

### Críticas
Famitsu calificó a Final Fantasy XI con 38 puntos de 40. La revista Computer and Video Games comentó que era uno de los MMORPG mejor recibidos a pesar de su incómodo registro inicial e instalación. IGN lo llamó un juego bien hecho pero no original y también comentó que los jugadores estadounidenses fueron forzados a jugar con jugadores japoneses mucho más experimentados que ya habían completado varias tareas (quests). GameSpot criticó el juego en su lanzamiento por tener un sistema de control no convencional, por tener un prolongado tiempo de instalación y por no tener aspectos de jugador vs. jugador (PvP por sus siglas en inglés Player versus Player)). Otros elementos que recibieron críticas incluyen el tedio de obtener experiencia (EXP), lo cual involucra constantes batallas para acceder a diferentes partes del juego; y lugares de descanso sobrepoblados. Las expansiones en su mayoría han sido recibidas positivamente, aplaudiendo la cantidad de contenido agregado, pero aumentando las señales de que las gráficas del juego se están volviendo anticuadas. El análisis de IGN del juego en su versión para el Xbox 360 fue similar, haciendo notar que había gran cantidad de contenido en el juego, pero que tenía un proceso de instalación muy prolongado y elementos del diseño del juego necesitaban invertirle mucho tiempo.

### Reconocimientos y repercusión
Final Fantasy XI fue reconocido con el gran premio de la Asociación de Consumidores de Software de Entretenimiento de Japón (CESA por sus siglas en inglés Japan's Consumer Entertainment Software Association) en el 2002-2003 junto con Taiko no Tatsujin. También ha recibido el "Premio al mejor juego MMORPG para PC del año 2003" (2003 PC MMORPG Game of the Year Award) por parte de GameSpy y el de "Juego del mes" (Game of the Month) en marzo de 2004 por parte de IGN, citando la gran capacidad de personalización del juego y su exitoso mundo de juego multiplataforma y multi-idiomas. Final Fantasy XI fue referenciado en el juego en línea Minna no Golf Online en la forma de un lobby decorado con temática de Final Fantasy XI. Se creyó que se estaba desarrollando una secuela directa de FInal Fantasy XI, pero Square Enix negó este reporte. Sin embargo, se confirmó que los creadores de Final Fantasy XI estaban trabajando en otro videojuego, aunque no necesariamente está relacionado con Final Fantasy.
El juego ha generado gran cantidad de adaptaciones escritas y mercancías relacionadas. Iniciando en 2003, una serie de novelas de Final Fantasy XI fueron escritas por Miyabi Hasegawa y lanzadas en japonés, alemán y francés. Adicionalmente, en 2004, Adventure Log, un webcómic escrito por Scott Ramsoomair, fue comisionado por Square Enix el cual inició en 2007. Tarjetas de crédito de Visa y MasterCard para PlayOnline estuvieron disponibles en Japón, con características que incluían estar exentos de los cargos anuales mientras los tarjetahabientes permanecieran como suscriptores de PlayOnline entre otras recompensas más. Incluso ha habido pósteres con ediciones limitadas de tarjetas telefónicas y llaveros, también exclusivos de Japón. Muchas camisetas se han puesto a disposición en Estados Unidos, y también se han puesto a disposición varios muñecos de peluche (muñecos de felpa) de diferentes razas de la serie. Un reloj de Vana'diel también fue puesto a la venta, así como, discos compactos con la música del juego.